# Dorfkirche Tucheim

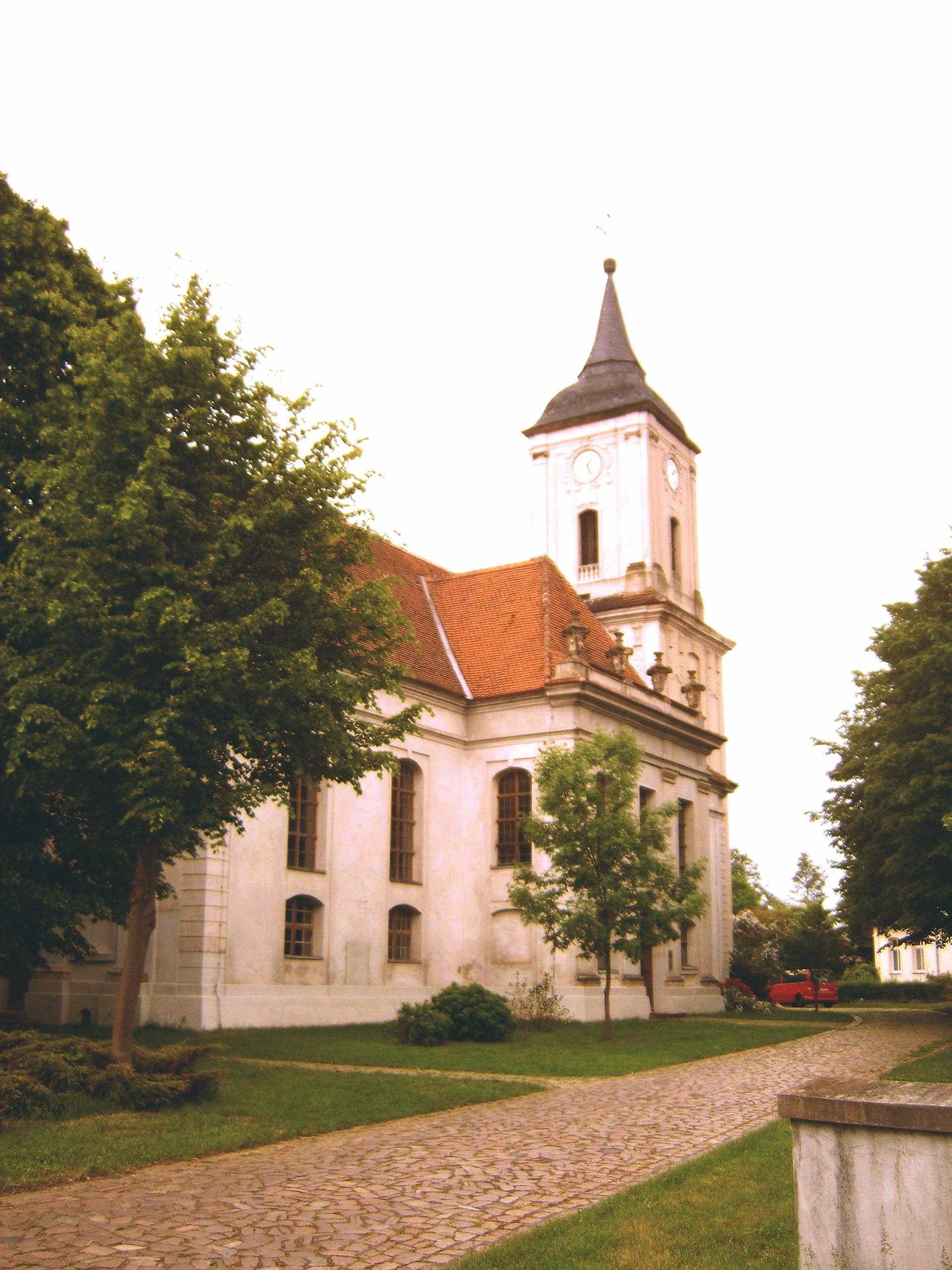
Evangelische Kirche Tucheim

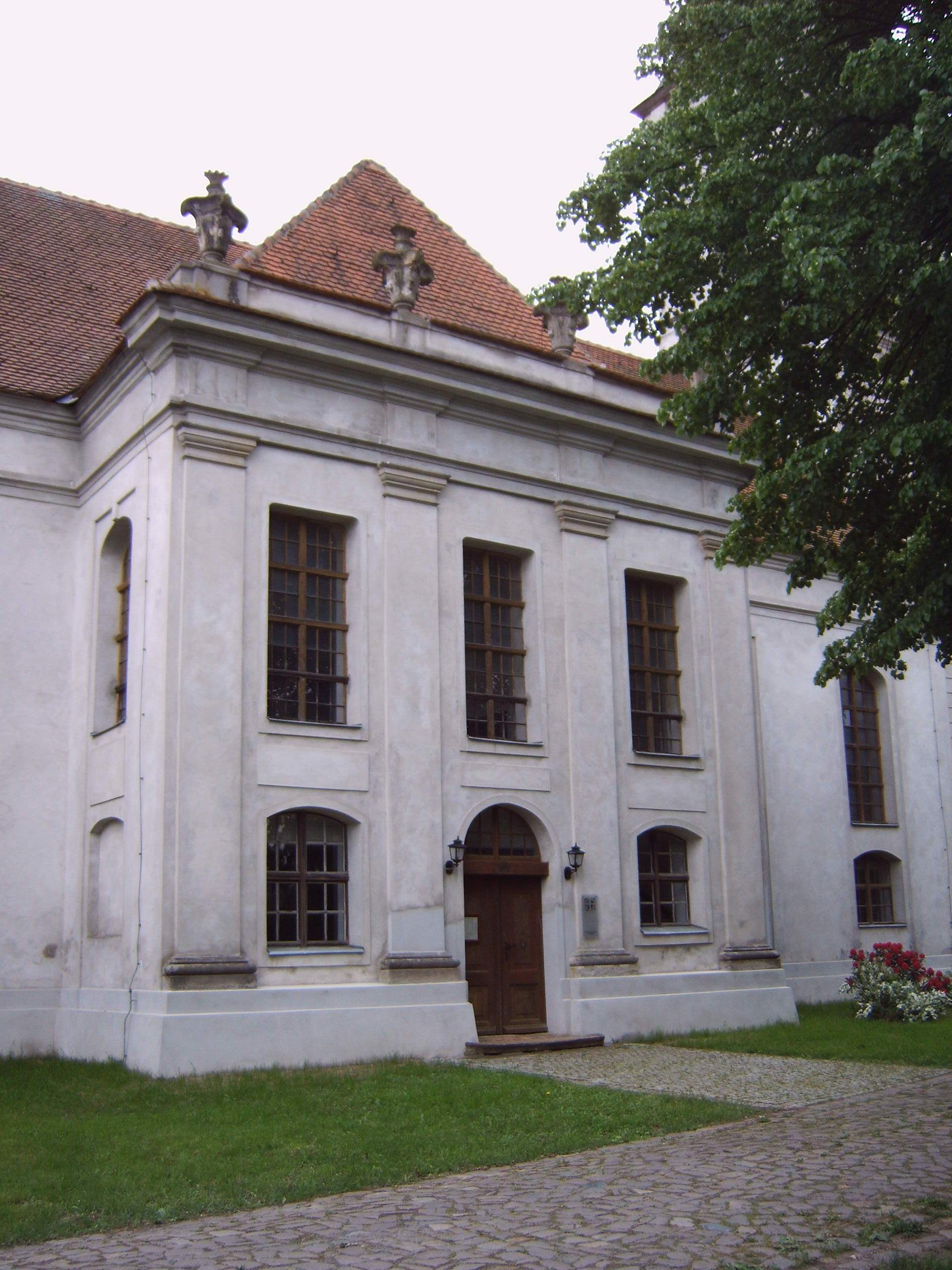
Nördlicher Querflügel

Die evangelische Dorfkirche Tucheim liegt im Westen des in Sachsen-Anhalt (Landkreis Jerichower Land) befindlichen Ortes am Ufer des Tucheimer Baches.

## Architektur und Geschichte
Das Kirchengebäude wurde 1756 vermutlich nach Plänen des Baumeisters C. H. Dehne im spätbarocken Stil errichtet. Es entstand ein weiträumiger Putzbau, dessen rechteckigem Kirchenschiff kurze risalitartige Querflügel angefügt sind. Die Außenwände sind mit einer zweireihigen Fensterfront versehen, in der oberen Reihe hohe, darunter niedrige Stichbogen- oder rechteckige Fenster. Die Ostwand und die Querflügelfronten sind mit toskanischen Pilastern und Attiken geschmückt. Die Walmdächer des Kirchenschiffs und der Querflügel sind mit roten Ziegeln deckt. Der dreigeschossige quadratische Turm trägt eine flache Schweifhaube, der eine achteckige Spitze aufgesetzt ist. 
Das Kirchenschiff schließt mit einer flachen Decke ab. An der Ost- und Westseite ist eine Hufeisenempore angebracht, und im nördlichen Querflügel wurde eine bis in das Schiff hineinragende Herrschaftsloge eingerichtet. Sie ist durch Pilaster gegliedert und mit kleinen Fruchtgehängen sowie dem schulenburgschen Familienwappen verziert. Auf der gegenüberliegenden Seite im Südflügel ist über der Sakristei eine geschwungene, mit Ornamenten versehene Kanzel angebracht. Ihr Schalldeckel trägt herabhängende Quasten und ist mit einem Pelikan bekrönt. Zum Altar gehört eine vielfach gegliederte Altarwand, in die ein Gemälde mit der Himmelfahrt Christi eingefügt ist. Sie wird von kräftigen Pilastern eingerahmt, darüber ein segmentförmiger vasenverzierter Giebelaufsatz mit dem „Auge Gottes“. Bereits aus der Zeit um 1615 bis 1620 stammt der marmorne Taufstein, der Christoph Dehne, einem Magdeburger Bildhauer, zugeschrieben wird. Er ist ebenfalls mit dem Schulenburgwappen versehen und trägt die Initialen des Stifters. Die Orgel mit ihrem fünfteiligen Prospekt wurde von dem Magdeburger Christoph Treutmann d. J. 1795 gebaut. Sie wurde in den Jahren 1890 und 1994 umgebaut bzw. restauriert. Der älteste Teil der Kirche ist die 1598 von Heinrich Borstelmann aus Magdeburg gegossene Bronzeglocke. Sowohl innen im nördlichen Querflügel wie außen an der Chornordwand stehen zwei so genannte Pastorengrabsteine aus den Jahren 1750 und 1814. Auf dem Kirchengelände steht außerdem das Tucheimer Kriegerdenkmal.